# Carl (Geòrgia)
Carl és una població dels Estats Units a l'estat de Geòrgia. Segons el cens del 2000 tenia 205 habitants.

## Demografia
Segons el cens del 2000, Carl tenia 205 habitants, 90 habitatges, i 59 famílies. La densitat de població era de 98,9 habitants per km².
Dels 90 habitatges en un 18,9% hi vivien nens de menys de 18 anys, en un 55,6% hi vivien parelles casades, en un 4,4% dones solteres, i en un 34,4% no eren unitats familiars. En el 30% dels habitatges hi vivien persones soles el 16,7% de les quals corresponia a persones de 65 anys o més que vivien soles. El nombre mitjà de persones vivint en cada habitatge era de 2,28 i el nombre mitjà de persones que vivien en cada família era de 2,8.
Per edats la població es repartia de la següent manera: un 16,6% tenia menys de 18 anys, un 6,3% entre 18 i 24, un 29,8% entre 25 i 44, un 26,3% de 45 a 60 i un 21% 65 anys o més.
L'edat mediana era de 43 anys. Per cada 100 dones de 18 o més anys hi havia 116,5 homes.
La renda mediana per habitatge era de 45.417 $ i la renda mediana per família de 56.250 $. Els homes tenien una renda mediana de 32.356 $ mentre que les dones 23.500 $. La renda per capita de la població era de 20.948 $. Entorn de l'1,5% de les famílies i el 6,1% de la població estaven per davall del llindar de pobresa.

## Poblacions més properes
El següent diagrama mostra les poblacions més properes.